# ناحوم ميتشيل
ناحوم ميتشيل هو محامي وأمين مكتبة وقاضي وسياسي أمريكي، ولد في 12 فبراير 1769 في East Bridgewater, Massachusetts ‏ في الولايات المتحدة، وتوفي في 1 أغسطس 1853 في بليموث في الولايات المتحدة. نشط حزبياً في الحزب الفيدرالي الأمريكي. وقد انتخب أمين صندوق الدولة ‏ وانتخب عضو مجلس نواب ماساتشوستس ‏ وانتخب عضو مجلس النواب الأمريكي.